# Remoray-Boujeons
Remoray-Boujeons är en kommun i departementet Doubs i regionen Bourgogne-Franche-Comté i östra Frankrike. Kommunen ligger i kantonen Mouthe som tillhör arrondissementet Pontarlier. År 2022 hade Remoray-Boujeons 456 invånare.

## Befolkningsutveckling
Antalet invånare i kommunen Remoray-Boujeons
Referens:INSEE